# Репрезентација Чешке у хокеју на леду
Хокејашка репрезентација Чешке Републике је хокејашки тим Чешке републике и под контролом је Хокејашког савеза Чешке Републике. Репрезентација се међународно такмичи од 1993. године.
Хокејашка репрезентација Чешке је шест пута била светски првак. Првенство је освајала 1996, 1999, 2000, 2001, 2005, 2010. и 2024. године. Са Олимпијских игара имају освојено злато 1998. године и бронзу 2006. године.

## Историја
У јануару 1993. године, Чехословачка је подељена на Чешку и Словачку. ИИХФ је признао Чешку као наследника Чехословачке и задржао је у највишој дивизији. Премијерну утакмицу Чешка је одиграла у Стокхолму против репрезентације Русије, 11. фебрара 1993. године и победила 6:1. На Светском првенству 1993. Чешка је освојила своју прву медаљу (бронзану) као независна нација. Од 1996. до 2001.године, Чешка је освојила шест медаља узастопно, од чега три златне медаље у периоду између 1999. и 2001. године. Били су фаворити и 2002. године, али их је Русија елиминисала у четвртфиналу.
Иако је Канада пре турнира важила за главног фаворита за злато на Олимпијским играма 1998., у полуфиналу су изгубили од Чешке са 2:1, а потом у утакмици за бронзу и од Финске са 3:2. Предвођена Домиником Хашеком на голу, селекција Чешке је у финалу са 1:0 победила изабрани тим Русије и дошла до прве златне хокејашке олимпијске медаље у историји.
Пошто по истеку постојећег уговора У НХЛ-у није постигнут нови договор између управе лиге и синдиката играча, 15. септембра 2004. проглашен је локаут од стране играча, а све утакмице су одложене, а затим и отказане. То је условило да на Светском првенству 2005. године било више врхунских играча него иначе. Првенство је освојила Чешка победом над Канадом.
На Олимпијским играма 2006. године Чеси су освојили бронзану медаљу победом над Русијом, а исте године на Светско првенству Чешка је у финалу поражена од Шведске.
У Немачкој је одржано Светско првенство 2010. године. Чешка је освојила златну медаљу и спречила Русију да освоји трећу златну медаљу у низу. Светско првенство 2011. одржано је у Словачкој у градовима Братислава и Кошице. Финска је освојила другу златну медаљу када је у финалу победила Шведску са 6:1. Чешка је освојила бронзану медаљу. Исти резултат је поновљен следеће године када је Чешка у мечу за 3. место била боља од Финске.
На Светском првенству 2022. Чешка је освојила бронзану медаљу победом над Сједињеним Америчким Државама. Своју седму титулу светског правака, Чеси су освојили 2024. године када су као домаћини у финалу победили Швајцарску са 2:0.
Највише наступа имао је Давид Виборни, који је одиграо 218 мечева за репрезентацију. Исти играч био је и најефикаснији играч са укупно 147 поена. Највише голова постигао је Мартин Прохаска (61).

## Резултати

### Олимпијске игре
- 1994. – 5. место
- 1998. – 1. место
- 2002. – 4. место
- 2006. – 3. место
- 2010. – 7. место
- 2014. – 6. место
- 2018. – 4. место
- 2022. – 9. место
- 2026. – Квалификовали се

### Светско првенство
- 1993. − 3. место
- 1994. − 7. место
- 1995. − 4. место
- 1996. − 1. место
- 1997. − 3. место
- 1998. − 3. место
- 1999. − 1. место
- 2000. − 1. место
- 2001. − 1. место
- 2002. − 5. место
- 2003. − 4. место
- 2004. − 5. место
- 2005. − 1. место
- 2006. − 2. место
- 2007. − 7. место
- 2008. − 5. место
- 2009. − 6. место
- 2010. − 1. место
- 2011. − 3. место
- 2012. − 3. место
- 2013. − 7. место
- 2014. − 4. место
- 2015. − 4. место
- 2016. − 5. место
- 2017. − 7. место
- 2018. − 7. место
- 2019. − 4. место
- 2020. − Отказано због Пандемије ковида 19
- 2021. − 7. место
- 2022. − 3. место
- 2023. − 8. место
- 2024. − 1. место
- 2025. − 6. место